# HD 193329
HD 193329，又名BD-01 3951，SAO 144296、HR 7768，是一颗恒星，视星等为6.06，位于銀經42.4，銀緯-20.06，其B1900.0坐标为赤經20h 14m 33.2s，赤緯-1° -20.06′ 35″。